# 九〇式水上初歩練習機

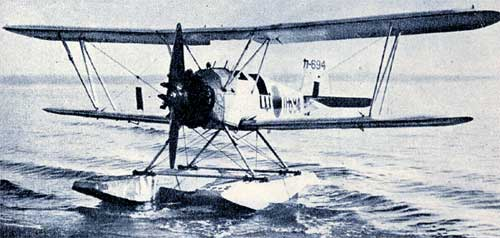
九〇式水上初歩練習機（K4Y1）

九〇式水上初歩練習機（きゅうれいしききすいじょうしょほれんしゅうき）は、第一次世界大戦と第二次世界大戦の間に日本海軍で採用された練習機である。開発は横須賀海軍工廠で、製造は主に渡辺鉄工所で行われた。設計主務者は佐波次郎少佐と鈴木為文技師。機体略番はK4Y。
十三式水上練習機の後継機として1933年（昭和8年）5月に制式採用され、生産数はそれ程多くなかったものの太平洋戦争末期まで使用された。

## 概要
十三式水上練習機などそれまで使用してきた水上練習機が次第に旧式化してきたため、海軍は1930年(昭和5年)に新型の水上練習機の開発を決定し横須賀海軍工廠で設計に着手した。開発は順調に進み、同年中には試作機2機が完成した。複葉・複座の双フロート式の水上機で、翼は木製骨組に羽布張り、胴体は鋼管熔接構造に羽布張りであった。当時としては鋼管熔接構造は珍しく、また、それまでの機体と比べて支柱や張り線の数を減らすなど進歩的な機体であった。エンジンは瓦斯電「神風」を1基搭載していた。
飛行試験は1931年(昭和6年)4月から開始されたが成績が良好だったため、1932年（昭和7年）から渡辺鉄工所で生産が開始された。しかし、制式採用が決定したのは1933年（昭和8年）5月で、九〇式初歩水上練習機の名称が与えられたが、1938年（昭和13年）に九〇式水上初歩練習機に改称された。
採用後は各地の訓練航空隊に配備され、水上機搭乗員の養成に活躍した。海軍以外に日本学生航空連盟海洋部などの民間組織でも払い下げ機が使用されている。初歩練習機としてはまずは申し分のない性能だったため、後継機である零式水上初歩練習機採用後も重用され、戦争末期まで10年以上も現役を続けた。ただし、水上機搭乗員の養成というやや特殊な任務のため生産機数はそれほど多くはなく、試作機を含めても合計211機にとどまった。生産は主に渡辺で行われたが4分の1弱の機体は日本飛行機で生産された。また、陸上機型やエンジンを瓦斯電「旗風」空冷倒立直列4気筒（90 hp）に換装した型も試作された。

## スペック
- 全幅: 10.90 m
- 全長: 9.50 m
- 全高: 3.51 m
- 全備重量: 990 kg
- エンジン: 瓦斯電 神風二型 空冷星型7気筒  160 hp×1
- 最大速度: 163 km/h
- 航続距離: 315 km
- 実用上昇限度: 3,460 m
- 武装: なし
- 乗員: 2名